# Parnaíba (1858)

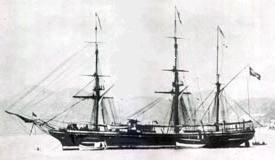
Паровий корвет "Парнаїба"

Парнаїба - паровий корвет ВМС в Бразильської імперії, який служив під час Війни Потрійного Альянсу.

## Історія служби
Цей корабель з подвійним рушієм побудували на верфях Augustin Норманда в Гаврі. [Вітрильне оснащення корвета було доповнено паровим двигуном з потужністю 120 кінських сил, який приводив у рух один гвинт. Це дозволяло кораблю досягти максимальної швидкості 12 вузлів. Водотоннажність "Парнаїби" 602 т. На ній встановлено 1 гармата Вітворта 70 фунтів, 2 гаубиці 68 фунтів та 4 із 32-фунтові.
Спущений на воду 1858 року, він був включений до складу флоту 11 червня 1859 року з назвою "Парнаїба, другий корабель з ім'ям на честь річці Парнаїба, яка протікає через штат Піауї. 

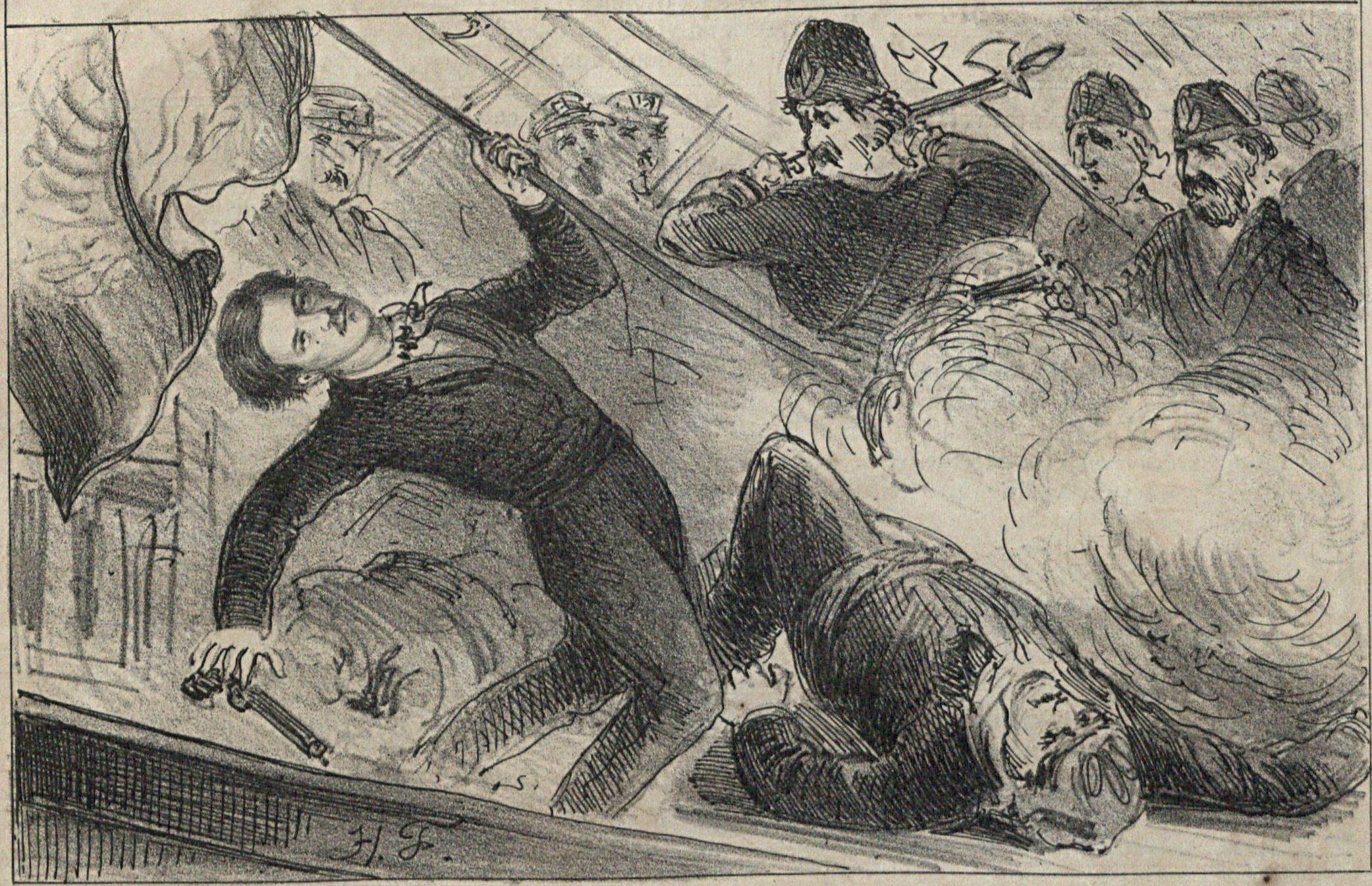
Загибель мічмана Грінхальґа (Greenhalgh), який захишав прапор Бразилії під час битви на Ріачуело.

Брав участь у битві при Ріачуелло. Незважаючи на отримані пошкодження, корвет приєднався до парового фрегата "Амазонія" у погоні  за ворожими кораблями, взяла участь у атаці на "Салто", яка завершилась би невдачею без підтримки "Амазонії".
Згодом корабель брав участь у бою при Пасо де Куевас, боях 12 серпня 1865 року та в обстрілах берегових цілей під час битви під Курупайті.